# Зодиак (водка)
Водка „Зодиак“ (на английски: Zodiac Vodka) е марка американска водка, произвеждана от картофи.
Дестилира се и се бутилира в Айдахо. Предлага се в 12 различни опаковки, всяка една представяща знак от зодиака.